# 佩列欽區

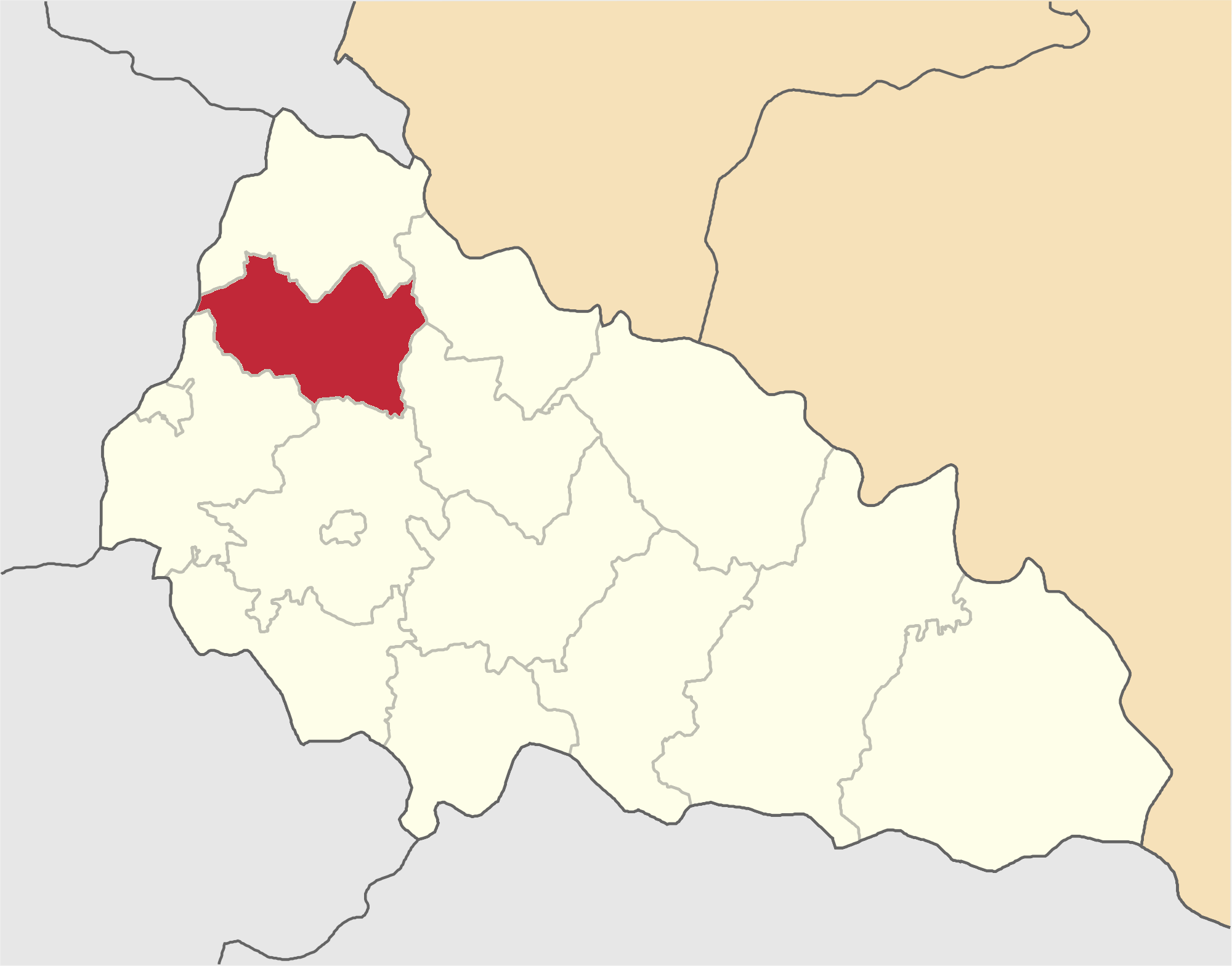

佩列欽區（烏克蘭語：Перечинський район），曾是烏克蘭西部外喀爾巴阡州的一個區，行政中心設於佩列钦，面積631平方公里，2013年人口31,435，人口密度每平方公里49.8人。
2020年7月18日乌克兰施行了行政区划改革，外喀爾巴阡州的区份数量减至6个，佩雷钦區合并至烏日霍羅德區。